# Солнцевская организованная преступная группировка
Со́лнцевская ОПГ — организованная преступная группировка, возникшая в начале 1990-х годов в Москве на территории муниципального округа Солнцево. В числе лидеров группировки называются: Сергей Михайлов (Михась), Джамал Хачидзе (Сурамский), Иван Плотников (Ванька Чертановский), Арам Атаян (Барон), Дмитрий Ткачук (Митяй), Александр Федулов (Федул), Сергей Жогов (Зло), Виктор Аверин (Авера-старший), его младший брат Александр Аверин (Саша-Авера или Авера-младший).

## История
Как структура, Солнцевская ОПГ сформировалась в 1988 году, хотя отдельные её «бригады» были созданы немного раньше. ОПГ построили бывшие работники сферы обслуживания, за плечами у которых были тюремные сроки.
В конце 1980-х годов к «Солнцевским» примкнули «Чертановские», «Черёмушкинские», «Ясеневские» группировки. Окончательно коалиция сформировалась в виде «Солнцевско-Ореховской» группировки. Командовал общим объединением лидер «ореховских» Сергей Тимофеев (Сильвестр). Однако есть и другие сведения. Оперативное наблюдение, в том числе c использованием видеосъёмки, показывало, что в 1988 году большим авторитетом и более высоким местом в иерархии солнцевских, чем Сергей Тимофеев обладал его тёзка — Сергей из Солнцево.
В 1989—1990 годах был арестован лидер «Солнцевских» Сергей Михайлов (Михась). После этого «Ореховские» вышли из недавно созданной коалиции. Солнцевская группировка стала дробиться на небольшие группы.
Базами группировки в разное время были: ресторан «Гавана», «Саванна», пивные бары на улице Удальцова, ресторан «Бомбей», гостиница «Салют», казино «Максим». Вначале Солнцевская ОПГ контролировала лишь напёрсточников, но потом стала проявлять интерес к Южному порту и вообще к Юго-Западному району Москвы, а также к Олимпийской деревне. Затем бригады подчинили и игровой бизнес в Гагаринском районе. По мере развития «Солнцевские» занялись контрабандой, продажей наркотиков, оружия и автомобилей, вымогательством, проституцией, похищением и убийством людей. В середине 1990-х вкладывали деньги в ресторанный бизнес, отели, финансовые операции и инвестиции, имели процент и в нефтяном промысле.
По информации следственных органов РФ, в 1993 году в группировку входило 230 участников, в 1994 году — 300, в 1995 году — 250, из которых только 150 вели себя активно. К 1997 году из 250 членов ОПГ активных было 180.
Большое влияние на группировку оказал Сильвестр. Под влиянием его идей ОПГ стала активно вкладывать деньги в легальный бизнес, поэтому уже в 1995 году на их членов было зарегистрировано более 120 банков и фирм в городах России и Крыму. После смерти Сильвестра Михась забрал бизнес «Ореховской» ОПГ.
«Солнцевские» пытались распространить своё влияние на юг Москвы, однако они имели вес и в Подмосковье — в Одинцовском и Пушкинском районах. Например, рынок на «Горбушке» делили с «Измайловскими», где получали с каждого продавца 300—1000 долларов США в месяц. Также им принадлежал авторынок «Солнцево» и треть развлекательных заведений, услуги такси во Внуково, Шереметьево-2 и Киевском вокзале. «Солнцевские» контролировали гостиницы «Космос», Центральный дом туриста, «Университетская», казино «Максим», «Валери» и «Клуб Университетский». С солнцевской группировкой контактировал и лично знал её лидеров основатель первого в России супермаркета электроники, один из наиболее успешных бизнесменов 1990-х годов Александр Минеев. «Дань» солнцевским платили предприниматели, торговавшие у Центрального дома туриста, гостиницы «Севастополь», станций метро «Тёплый Стан» на рынках Юго-Западного района и в «Лужниках», а также ещё три десятка фирм и банков.
В Архангельске и Мурманске они имели уставный капитал в некоторых казино. Влияла ОПГ на преступные группы, которые «крышевали» тольяттинский «АвтоВАЗ». Кроме этого, они прибрали к рукам и другие страны бывшего Союза. Например, им платили латвийские группы. Прибалтийское направление «Солнцевский» курировал авторитет Юрий Плотников. Деньги от рэкета преступники вкладывали в недвижимость в США, Испании, Франции, Италии, Греции, Австрии, Чехии, Польше, Венгрии и на Кипре. Принадлежали им некоторые английские, венгерские и израильские компании. ОПГ взаимодействовала с некоторыми сотрудниками МВД, КГБ, а также ФСБ, на которых собирала компрометирующие материалы. Так, в 1997 году с их подачи осуждён воспитатель заключённых Михаил Сапронов, следователь СК МВД Владимир Жеребёнков и старший помощник прокурора Солнцевского района Татьяна Короткова.
Исследователи утверждают, что после убийства Сильвестра к «Солнцевским» перешли переживающие кризис «Ореховские». В конце 1990-х ОПГ сотрудничала с «Кемеровскими», «Кунцевскими», «Подольскими», «Одинцовскими», «Таганскими», «Люберецкими», «Долгопрудненскими» и «Видновскими». По некоторой информации, ОПГ имела дружеские связи с итальянской мафией «Ндрангета» и латиноамериканским наркокартелем Кали. Считают, что с последним наладил связи Иваньков, когда был в Америке. Это способствовало началу транзита наркотиков из Южной Америки через Россию в страны Западной Европы и США.
В 1997 году благодаря усилиям ФСБ и Генпрокуратуры было возбуждено уголовное дело о подкупе следователей, судей и других сотрудников правоохранительных органов группировкой, но информации о реальных сроках нет. С 2011 года члены банды замечены в делах о расхищении природных ресурсов, и организациях незаконных свалок на территории Москвы и Подмосковья под руководством Плотникова Ивана (Чертановского), но информации о возбуждении уголовных дел нет.
На данный момент Солнцевская ОПГ считается одной из самых масштабных в СНГ (и, может быть, одной из самых опасных), она также активна и за границей. По сведениям ФБР, одну из ветвей Солнцевской ОПГ возглавлял Семён Могилевич. В депеше американского посла Джона Байерли от февраля 2010 года, опубликованной через WikiLeaks, утверждается, что «крышу» Солнцевской ОПГ обеспечивает ФСБ. Тесно связаны и с большим шоу-бизнесом.